# Tautukua
Tautukua is een monotypisch geslacht van spinnen uit de  familie van de Orsolobidae.

## Soort
- Tautukua isolata Forster & Platnick, 1985